# Marakwet District

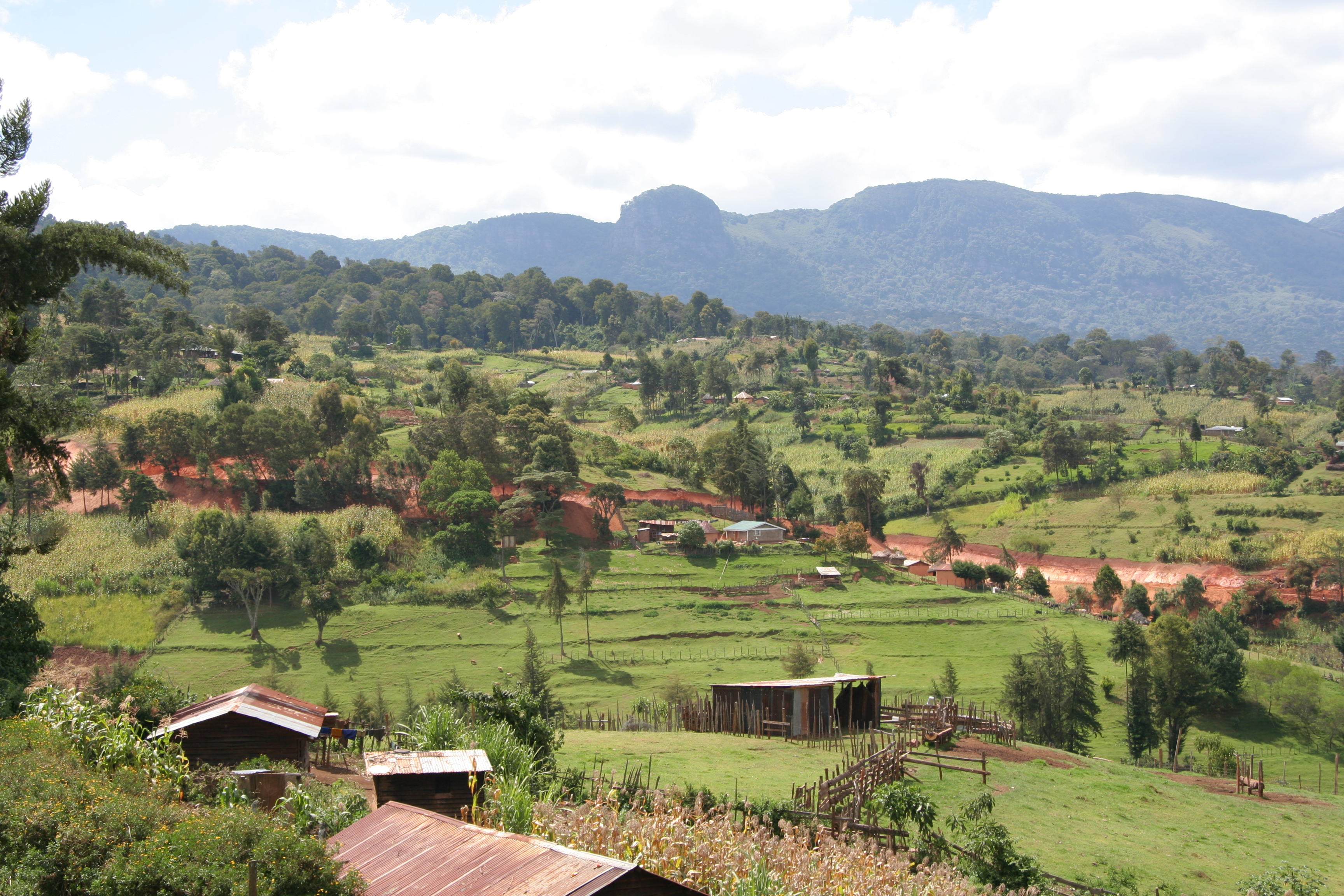
Landschaft bei Kapsowar

Marakwet District war einer von 18 Distrikten in der kenianischen Rift Valley Province. In Marakwet lebten 1999 140.629 Menschen. Die Hauptstadt des Distrikts war Kapsowar. Die größte Stadt war Kapcherop mit 39.328 Einwohnern.
Der Distrikt entstand 1994 aus dem Elegeyo-Marakwet-Distrikt von 1927, aus dem auch der Keiyo District gebildet wurde. Im Rahmen der Verfassung von 2010 wurden die kenianischen Distrikte aufgelöst. Das Gebiet gehört heute zum Elgeyo-Marakwet County.

## Persönlichkeiten
Aus Marakwet kamen zahlreiche erfolgreiche Mittel- und Langstreckenläufer. Dazu gehörten unter anderem:
- William Mutwol (* 1967), ehemaliger kenianischer Hindernis- und Langstreckenläufer
- Moses Kipkore Kiptanui (* 1970), ehemaliger kenianischer Mittel- und Langstreckenläufer; dreimaliger Weltmeister (3000-Meter-Hindernislauf)
- Richard Chelimo (1972–2001), kenianischer Langstreckenläufer (Weltrekord über 10.000 Meter), Bruder von Ismael Kirui
- Ismael Kirui (* 1975), ehemaliger kenianischer Langstreckenläufer (zweimaliger Weltmeister über 5000 m), Bruder von Richard Chelimo
- Paul Malakwen Kosgei (* 1978), kenianischer Langstreckenläufer, Halbmarathon-Weltmeister
- Evans Rutto (* 1978), kenianischer Langstreckenläufer
- Moses Cheruiyot Mosop (* 1985), kenianischer Langstreckenläufer
- Sally Jepkosgei Kipyego (* 1985), kenianische Langstreckenläuferin (10.000 m)
- Brimin Kiprop Kipruto (* 1985), kenianischer Hindernisläufer. Er wurde 2008 Olympiasieger.
- Sammy Kirop Kitwara (* 1986), kenianischer Langstreckenläufer (Halbmarathon).